# Raffaella Ponzo
Raffaella Ponzo (Roma, 20 luglio 1972) è un'attrice italiana.

## Biografia
Dopo alcuni ruoli secondari, nel 1999 si afferma con Il corpo dell'anima di Salvatore Piscicelli, recitando insieme a Roberto Herlitzka ed Ennio Fantastichini, riscuotendo un ottimo successo di critica. Nel 2001 è ancora diretta da Salvatore Piscicelli in Quartetto. L'anno successivo ha un piccolo ruolo in Gangs of New York di Martin Scorsese, per poi tornare protagonista con Tinto Brass recitando nuda in un episodio di Fallo! (2003).
Partecipa anche a piccoli film indipendenti come Presenze notturne di Christian Arioli e La clinica dei sogni di Graziano Misuraca.
In teatro è diretta da Rosario Galli in No grazie preferisco ridere e Ho vinto un Reality.
Molto attiva nella scrittura, collabora con il settimanale Dipiù, occupandosi soprattutto di cultura e spettacolo.

### Vita privata
È stata fidanzata con Gigi Sabani nel suo ultimo anno di vita: dopo pochi giorni dalla morte di quest'ultimo, ha scoperto di aspettare un bambino da lui, nato dopo la morte del conduttore televisivo.

## Filmografia
- Artemisia - Passione estrema, regia di Agnès Merlet (1997)
- Il corpo dell'anima, regia di Salvatore Piscicelli (1999)
- Corti circuiti erotici, regia di Roberto Gandus, episodio Voyeur (1999)
- Quartetto, regia di Salvatore Piscicelli (2001)
- Silenzi interrotti, regia di Samantha Casella (2002)
- Gangs of New York, regia di Martin Scorsese (2002)
- Fallo!, regia di Tinto Brass, episodio 2 cuori & 1 capanna (2003)
- Presenze notturne, regia di Christian Arioli (2004)
- La clinica dei sogni, regia di Graziano Misuraca (2004)
- Inanna Hotel, regia di Graziano Misuraca (2010)

## Teatro
- The Cortile Reality Show, regia di Vincenzo Cozzi (2003)
- No grazie, preferisco ridere, regia di Rosario Galli (2004)
- Monumento ai sopravvissuti, regia di Susanna Gianpistone (2005)
- Ho vinto un Reality, regia di Rosario Galli (2005)
- L'incoronamento della novella sposa, regia di Vittorio Pavoncello (2006)
- Due minuti per provarci, regia di Salvatore Scirè (2008)